# Dagestanskieje Ogni
Dagestanskieje Ogni (Russisch: Дагестанские Огни) is een stad in de Russische autonome republiek Dagestan. De stad ligt aan de noordoostelijke voet van de Kaukasus, 3 km van de Kaspische Zee, en 120 km ten zuiden van Machatsjkala. De afstand tot de nabijgelegen stad Derbent, waarvan het een satelliet is, bedraagt 5 km.
De stad werd in 1914 gesticht en verkreeg de stadsstatus in 1990.
De stad is aangesloten op het spoornet, aan de lijn van Rostov aan de Don naar Bakoe.
Dagestanskieje Ogni staat op de lijst "eenzijdige industriegemeenten" van de Russische Federatie, met een moeilijke sociaal-economische situatie. Belangrijkste bedrijven zijn een glasfabriek, die ruiten produceert, een tapijtfabriek en een baksteenfabriek.

## Bevolking
Bij de volkstelling van 2002 telde de stad 26.346 inwoners, in 2010 waren het er 27.923 en in 2018 29.401.
De bevolking bestaat uit meerdere etnische groepen:
- Tabassaranen (46%)
- Azerbeidzjanen (23%)
- Lezgiërs (18%)
- Dargiërs (7%)
- Agoeliërs (3%)
- Russen (1%)

Een bekende inwoonster was Sarchat Rashidova (1875? - 2007), die een van de oudst geworden mensen zou zijn. Haar geboortejaar is echter niet precies bekend.

## Klimaat
In de streek heerst een semi-aride klimaat met warme zomers en gematigd koude winters. De hoeveelheid neerslag is circa 370 mm per jaar, tamelijk gelijkmatig over de maanden verdeeld.
Bestuurlijk centrum: Machatsjkala

Steden: Boejnaksk · Chasavjoert · Dagestanskieje Ogni · Derbent · Izberbasj · Joezjno-Soechokoemsk · Kaspiejsk · Kiziljoert · Kizljar

Districten: Achtynski · Achvachski · Agoelski · Akoesjinski · Babajoertovski · Boejnakski · Botlichski · Chasavjoertovski · Chivski · Choenzachski · Dachadajevski · Derbentski · Dokoezparinski · Gergebilski · Goembetovski · Goenibski · Kajakentski · Kajtagski · Karaboedachkentski · Kazbekovski · Kiziljoertovski · Kizljarski · Koelinski · Koemtorkalinski · Koerachski · Lakski · Levasjinski · Magaramkentski · Nogajski · Novolakski · Oentsoekoelski · Roetoelski · Sergokalinski · Sjamilski · Soelejman-Stalski · Tabasaranski · Taroemovski · Tljaratinski · Tsjarodinski · Tsoemadinski · Tsoentinski